# Коротаев, Михаил Алексеевич
Михаил Алексеевич Коротаев (8 августа 1971, СССР) — российский футболист.

## Карьера
Коротаев начал свою профессиональную карьеру футболиста в 1993 году. Первым клубом был архангельский «Спартак-Арктикбанк», выступавший во второй лиге. Вскоре Коротаев вместе со своим одноклубником по спартаковскому коллективу Виталием Белым перебрался в эстонский «Транс». За него отыграл несколько лет, становился призёром чемпионата Эстонии. В 1997 году был в финском «Лахти».
В 2010—2012 годах выступал за любительский клуб «Фосфорит» (Кингисепп).
По состоянию на май 2015 работал тренером-преподавателем в Кингисеппской детско-юношеской спортивной школе «Юность».

## Достижения
Транс
- Бронзовый призёр Чемпионата Эстонии (1): 1994/95
- Финалист Кубка Эстонии (1): 1993/94